# Роквел (Арканзас)
Роквел (енгл. Rockwell) насељено је место без административног статуса у америчкој савезној држави Арканзас.

## Демографија
По попису из 2010. године број становника је 3.780, што је 756 (25,0%) становника више него 2000. године.
| Група             | 2000.         | 2010.         |
| Белци             | 2.915 (96,4%) | 3.430 (90,7%) |
| Афроамериканци    | 25 (0,8%)     | 135 (3,6%)    |
| Азијати           | 8 (0,3%)      | 31 (0,8%)     |
| Хиспаноамериканци | 26 (0,9%)     | 98 (2,6%)     |
| Укупно            | 3.024         | 3.780         |